# Nestos (gmina)
Nestos (gr. Δήμος Νέστου, Dimos Nestu) – gmina w Grecji, w administracji zdecentralizowanej Macedonia-Tracja, w regionie Macedonia Wschodnia i Tracja, w jednostce regionalnej Kawala. W 2011 roku liczyła 22 331 mieszkańców. Powstała 1 stycznia 2011 roku w wyniku połączenia dotychczasowych gmin: Chrisupoli, Kieramoti i Orino. Siedzibą gminy jest Chrisupoli.